# Nymphalis asopos
Nymphalis asopos är en fjärilsart som beskrevs av Hans Fruhstorfer 1909. Nymphalis asopos ingår i släktet Nymphalis och familjen praktfjärilar. Inga underarter finns listade i Catalogue of Life.